# أنتي ماركوفيتش
أنتي ماركوفيتش (بالصربية الكرواتية: Ante Marković) هو اقتصادي وسياسي بوسني ويوغوسلافي (وحمل سابقاً جنسية يوغوسلافيا)، ولد في 25 نوفمبر 1924 في كونييتش في البوسنة والهرسك، وتوفي في 28 نوفمبر 2011 في زغرب في كرواتيا. حزبياً، نشط في رابطة شيوعيي يوغسلافيا. وقد انتخب رئيس وزراء يوغوسلافيا ‏.

## روابط خارجية
- أنتي ماركوفيتش على موقع مونزينجر (الألمانية)